# Ménippé (fille de Pénée)
Pour les articles homonymes, voir Ménippé (homonymie).
Dans la mythologie grecque, Ménippé (en grec ancien Μενίππη / Meníppê) est la fille du dieu fleuve Pénée et la femme de Pélasgos, ancêtre éponyme des Pélasges.

## Famille
Ménippé est la fille du dieu fleuve Pénée  avec une compagne inconnue.
Elle épouse Pélasgos, ancêtre éponyme des Pélasges, par qui elle devint la mère de Phrastor, qui émigra sur la péninsule italique et y devint roi des Tyrrhéniens.

## Sources
1. 1 2 3  Denys d'Halicarnasse, Antiquités romaines 1.28.3 (citant Hellanicos, Phoronis) = Hellanicus, fr. 4 Fowler, pp. 156–176.